# Ratières

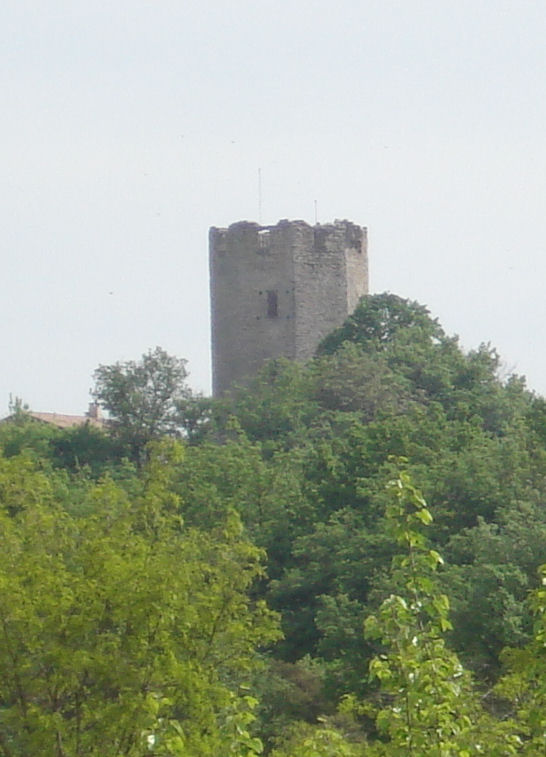
Średniowieczna wieża w Ratières, 2008

Ratières – miejscowość i gmina we Francji, w regionie Owernia-Rodan-Alpy, w departamencie Drôme.
Według danych na rok 1990 gminę zamieszkiwało 206 osób, a gęstość zaludnienia wynosiła 23 osoby/km² (wśród 2880 gmin regionu Rodan-Alpy Ratières plasuje się na 1421. miejscu pod względem liczby ludności, natomiast pod względem powierzchni na miejscu 1206.).